# Burghaus Bad Münstereifel

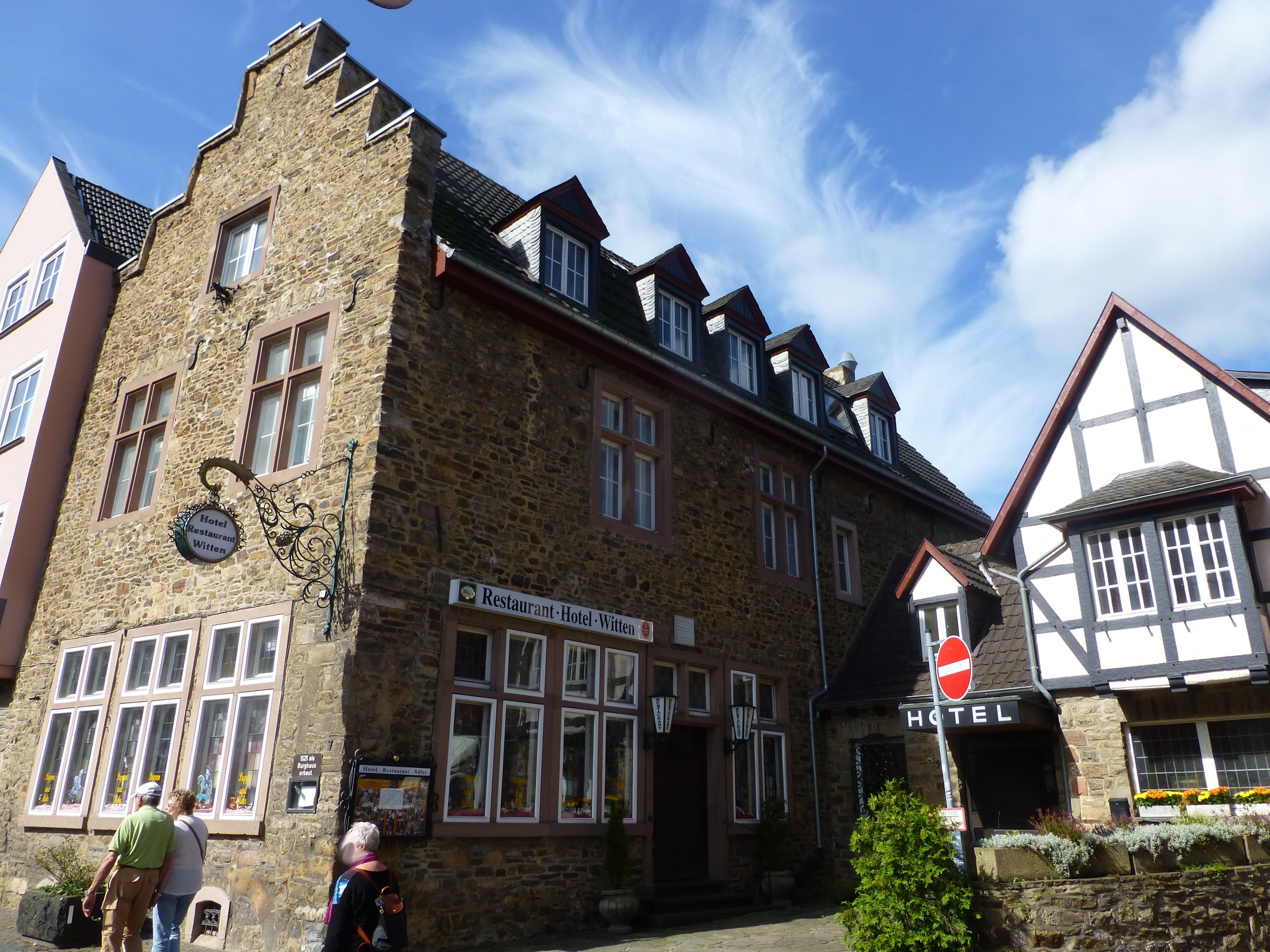
Burghaus Münstereifel

Das Burghaus, auch Burgmannenhaus, ist ein denkmalgeschütztes Gebäude im Zentrum von Bad Münstereifel. Es beherbergte das Gasthaus und spätere Hotel Witten. Charakteristisch sind die unverputzte Bruchsteinfassade und der Staffelgiebel.

## Lage
Das Burghaus von Münstereifel liegt in der Wertherstraße an der Einbiegung der alten Gasse zwischen der Erft und der Stiftskirche St. Chrysanthus und Daria.

## Geschichte

### Frühe Geschichte
Das Gebäude wurde 1525 als Burghaus erbaut. In der Außenwand befindet sich ein Stück Sinterkalk, welches wahrscheinlich aus der römischen Eifelwasserleitung stammt. Im Hof stand bis 1975 ein Rest der Stadtmauer mit Spuren eines Torbogens. Der Herzog Wilhelm von Jülich belehnte 1571 Anton zu Eltz und den Bruder dessen Frau, Bernhard von Metternich mit dem Burghaus zu Münstereifel in der alten Gasse. Um 1600 wurde das Lehen auf den Vormund der minderjährige Kinder von Anton zu Eltz übertragen. Dieser war Johann von Eltz, Landkomtur der Ballei Lothringen. 1622 wird Pfalzgraf Wolfgang Wilhelm als Lehnsherr benannt. Pfalzgraf Johann Wilhelm belehnte 1702 Werner Friedrich Anton, Johann Wilhelm und Bertram von Harff (Söhne des Phil. Wilhelm von Harff) mit dem Burghaus in der alten Gasse.

### Hotel Witten
Im Burghaus befand sich das Gasthaus Witten. Wirt war Adolf Witten. Nach dem Zweiten Weltkrieg erweiterten dessen Sohn Paul Witten und seine Frau Hilde dieses zum Hotel. In den 1950er Jahren wurde das Nachbarhaus erworben, neu aufgebaut und an das Hotel angeschlossen. Das Hotel Witten verfügte über eine altdeutsche Weinstube, mehrere Konferenzräume, ein eigenes Hallenbad, eine Sauna, ein Solarium und ein Restaurant. Die Zimmer waren mit Bad und WC ausgestattet. Heute befindet sich ein Café im alten Burghaus von Münstereifel.

## Galerie

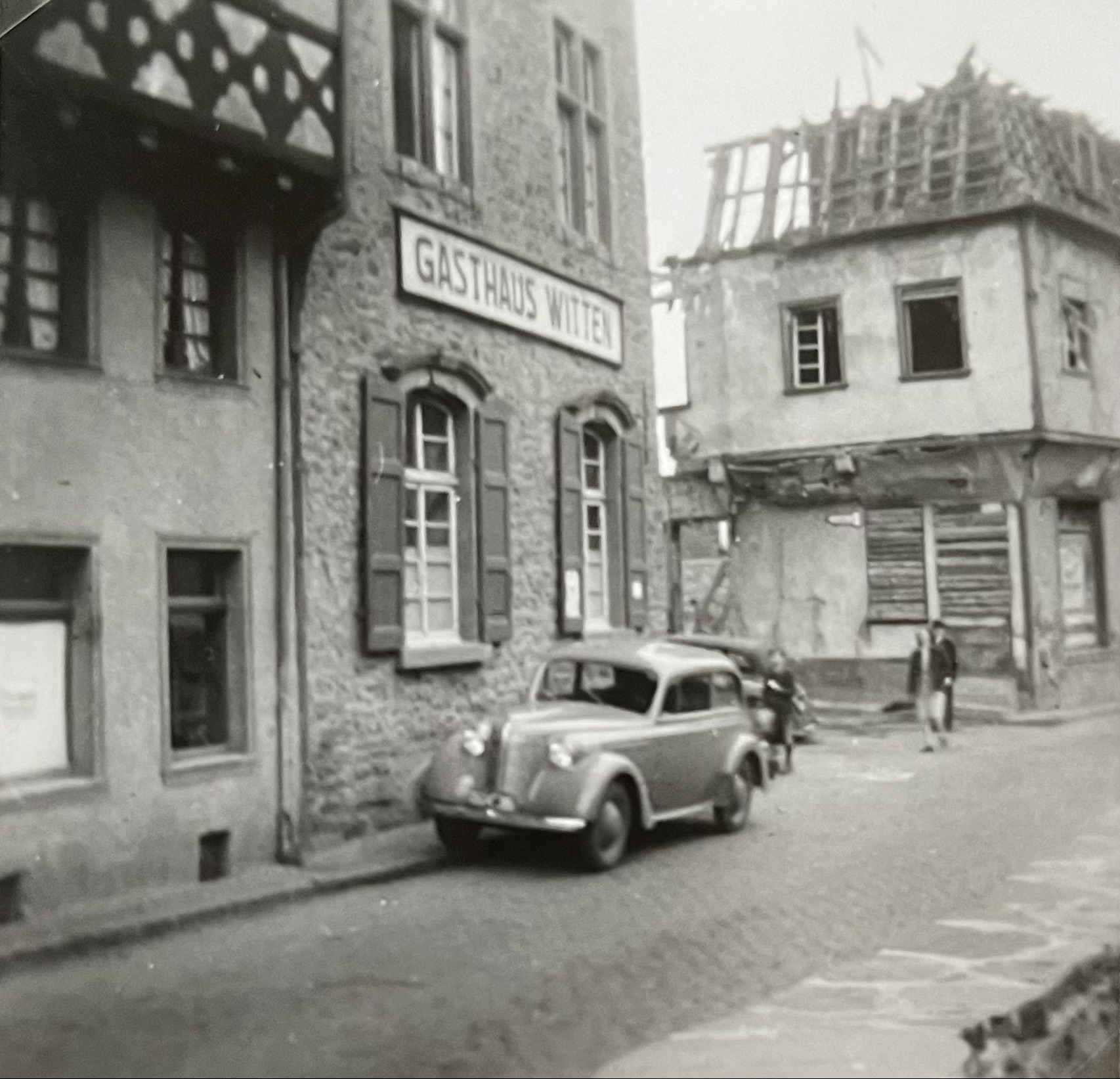
Gasthaus Witten in den 1940er Jahren
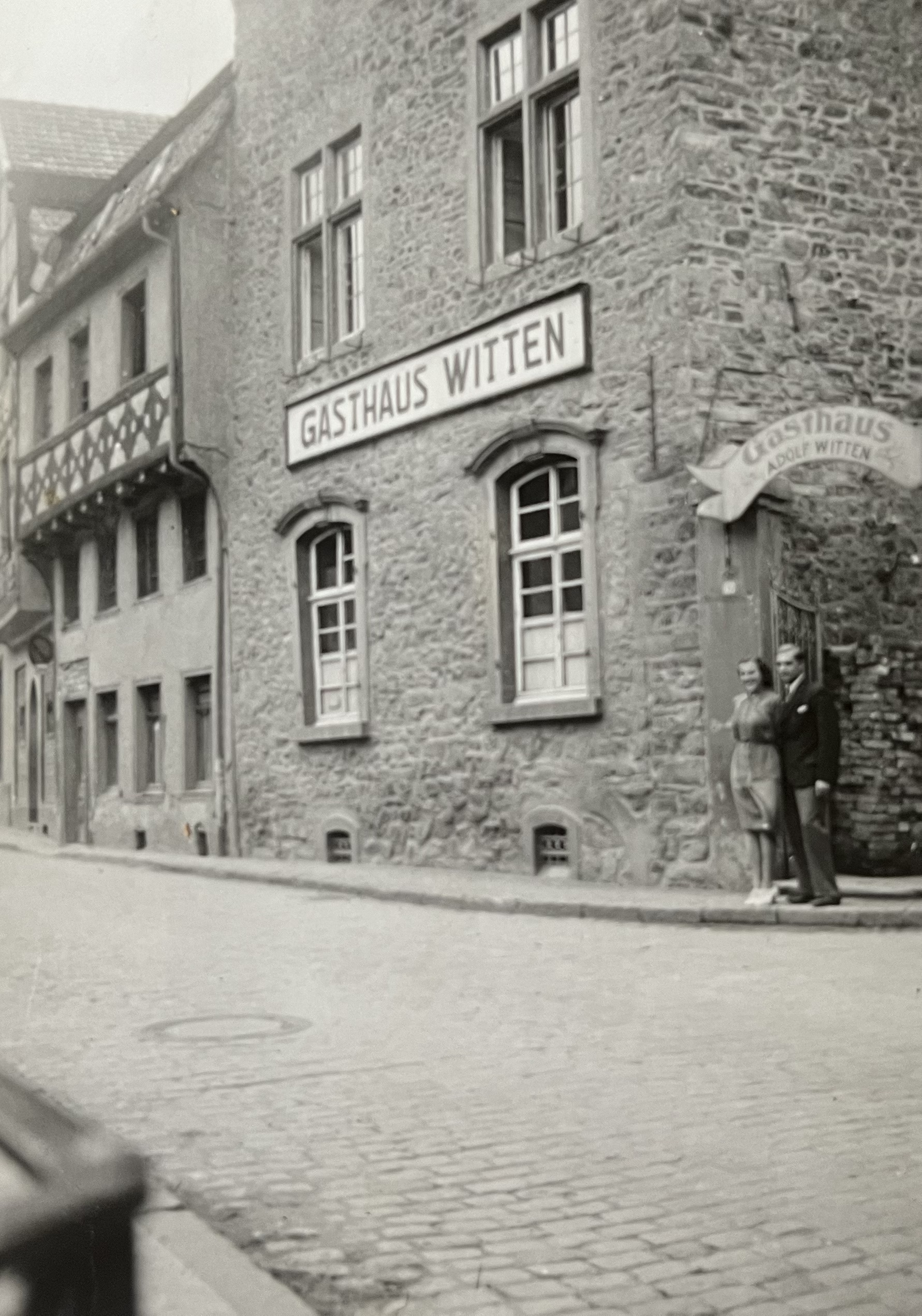
Gasthaus Witten, am Tor stehen der spätere Hotelier Paul Witten und seine Frau Hilde
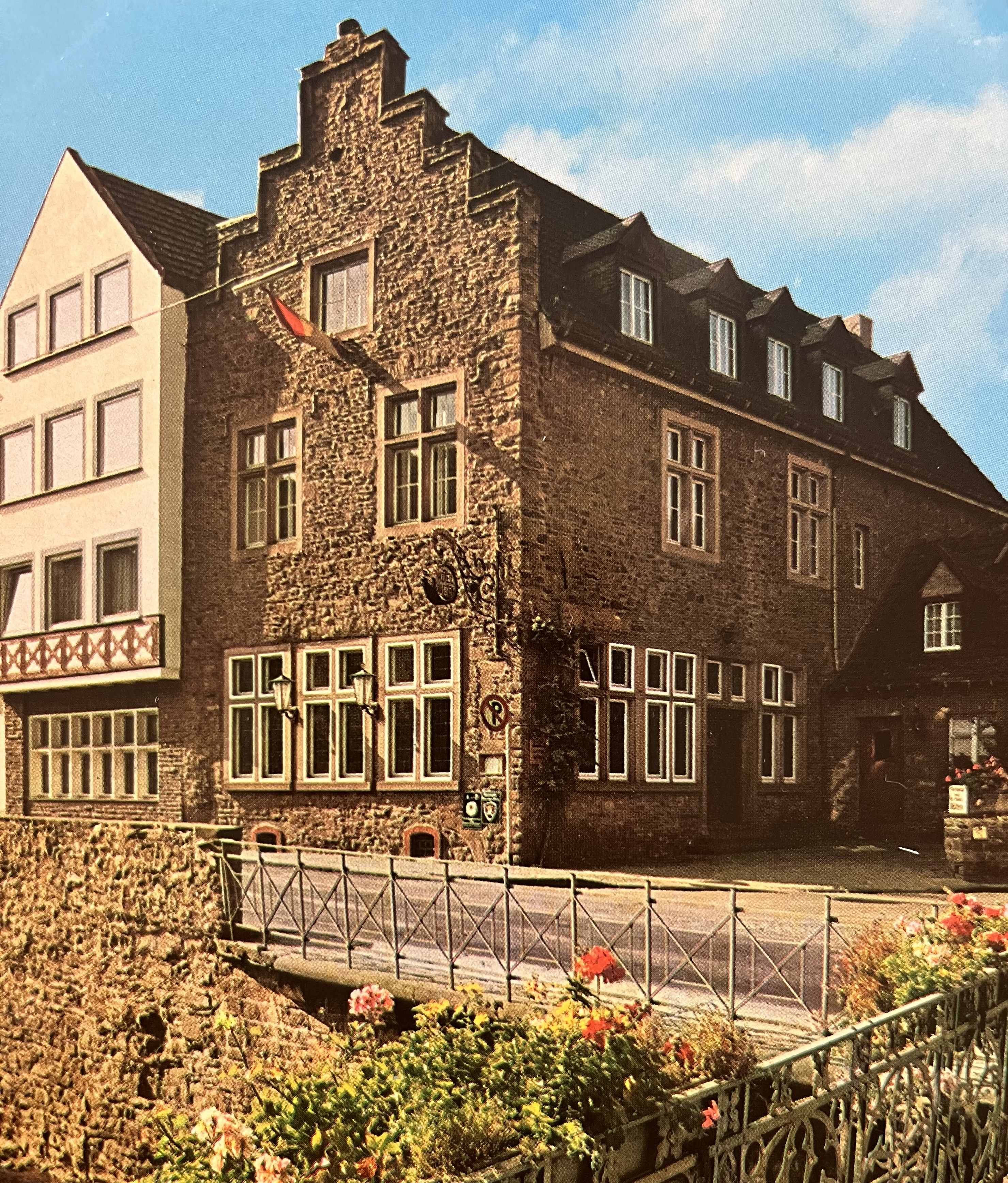
Hotel Witten von außen
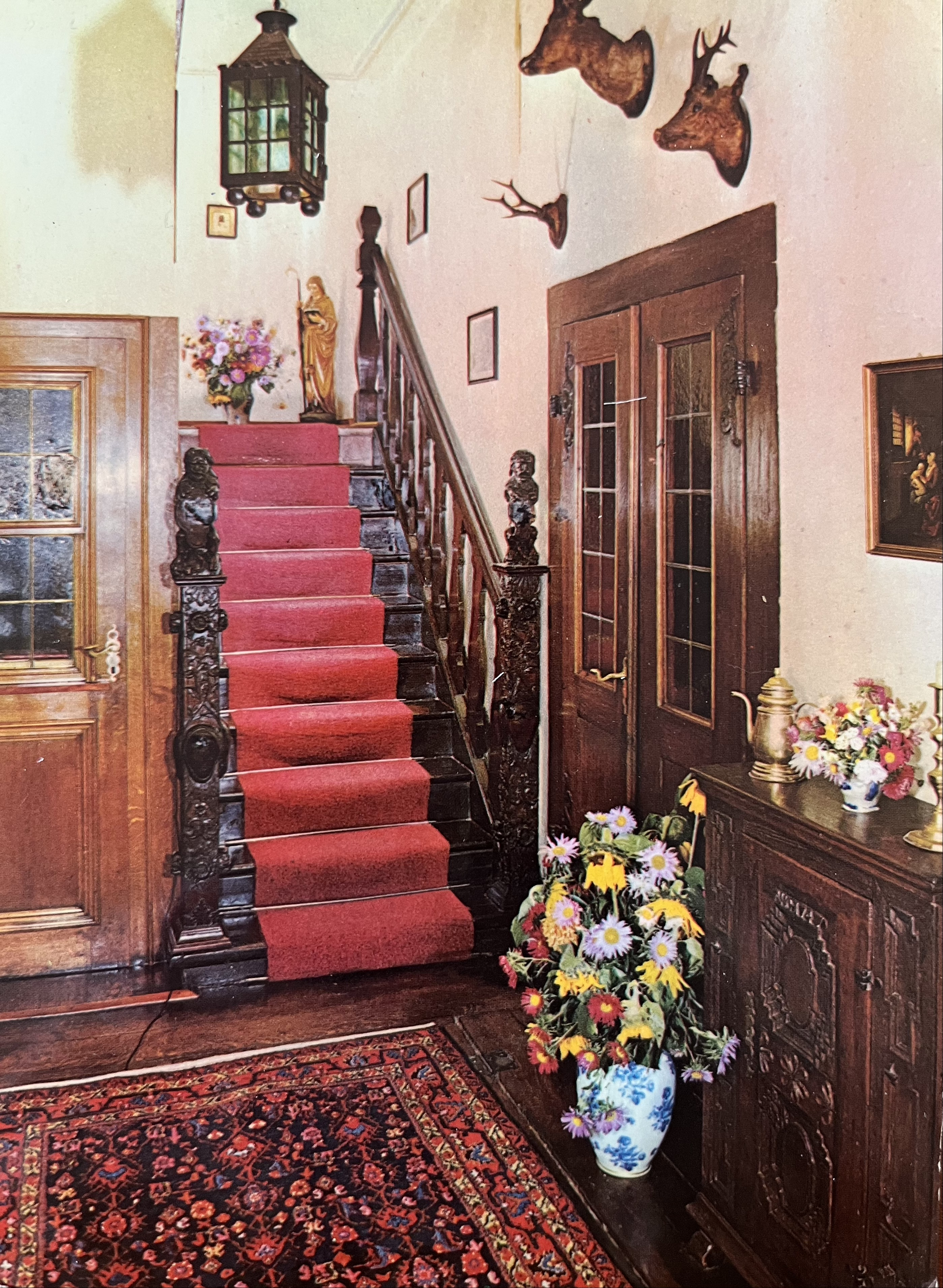
Treppenhaus im Hotel
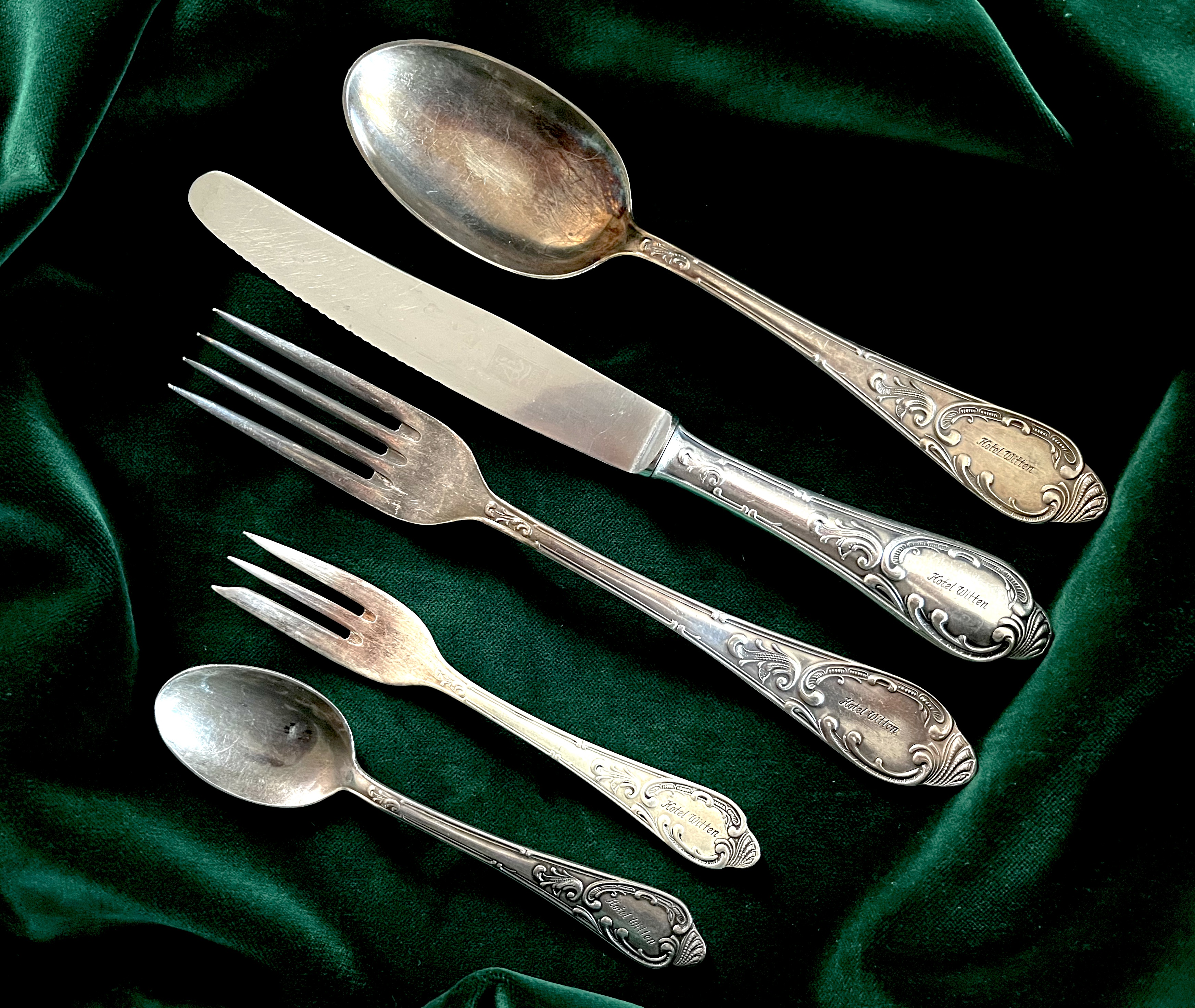
Besteckset mit Gravur des Hotel Witten